# Саркококка Гукера
Саркококка Гукера (англ. Sarcococca hookeriana) — вид цветкового растения семейства самшитовых Buxaceae, произрастающего в Китае, Афганистане, Северо-Восточной Индии, Бутане и Непале. Это низкорослый вечнозеленый кустарник, обычно вырастающий до 12-24 в высоту. Он цветёт ароматными белыми цветами в течение всей зимы, за которыми следуют черные ягоды.
Sarcococca hookeriana имеет несколько разновидностей с очень разным внешним видом, к которым в ссылках применялась разная номенклатура. Например, недавнее соглашение состоит в том, чтобы использовать Sarcococca hookeriana var. humilis для предыдущего Sarcococca humilis, хотя у него более широкие блестящие листья и другой внешний вид, чем у других форм.
Это небольшое растение часто используется в качестве почвопокровного растения в садах. Сорт Sarcococca hookeriana var. digyna более стройный, с более узкими листьями. Сорт Purple Stem получил награду Королевского садоводческого общества за заслуги перед садом. Он зимостоек до −15 °C (5 °F), но требует защищенного места в полной или частичной тени.

## Этимология
Латинский специфический эпитет hookeriana относится к британскому ботанику и исследователю сэру Джозефу Д. Гукеру.
Дигина происходит от греческого и означает "имеющий завязь с двумя плодолистиками ".

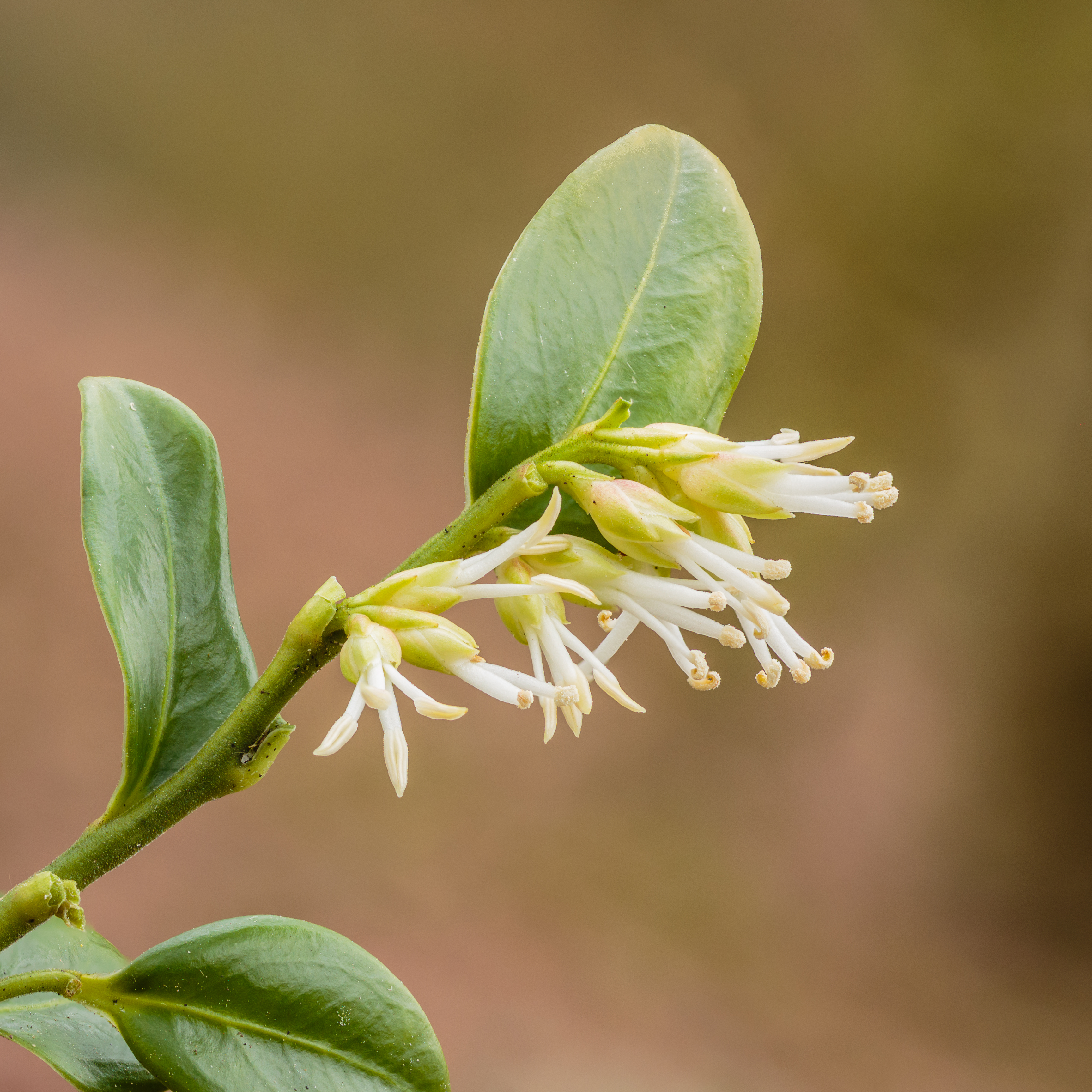
Цветок
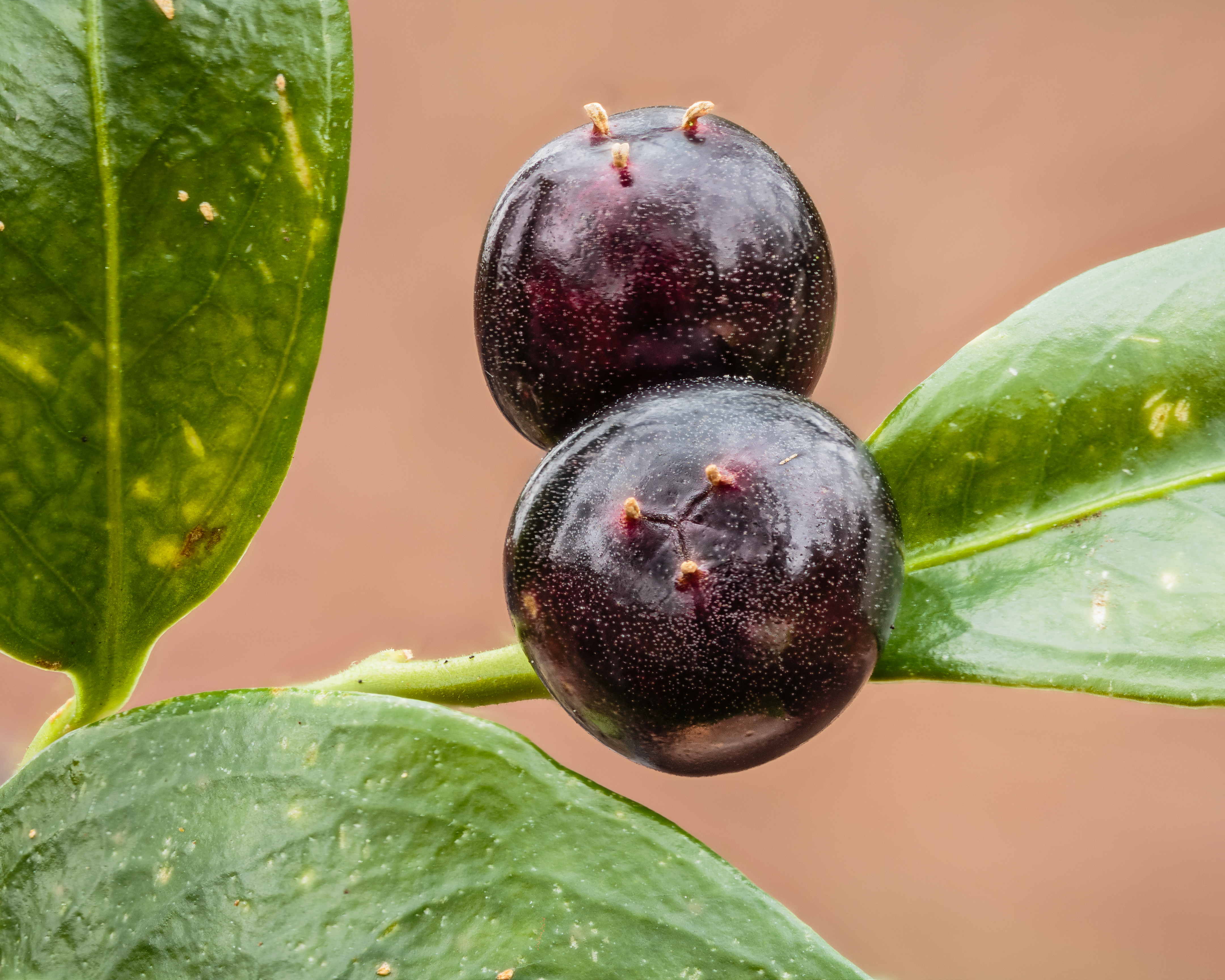
Ягоды